# Енакиево
Енакиево е град от областно значение в Донецка област, Украйна.
Населението му е било 82 000 жители (2013 г.) Населението му е 79 348 души (2017). Намира се в часова зона UTC+2.
Основан е през 1783 г. Предишните му имена са Риково (Рыково, 1928 – 1935) и Орджоникидзе (1935 – 1943). Получава статут на град през 1925 г.

## История
Постоянни селища на територията на днешно Енакиево са основани през 1783 г. През 1858 г. там е открита въгледобивната мина „Софиевски“. По същото време е построен и Петровският чугунен комбинат, днес известен като Енакиевския металургичен комбинат. През 1895 г. инженерите Ф. Енакиев и Б. Яловецки и няколко белгийски бизнесмени основават руско-белгийска металургична компания, която до 1897 г. построява новия завод за чугун Петровски около Фьодоровка. Около централата са били открити въглищни мини. В близост до тях се образуват селища, които през 1898 г. са обединени в едно наречено Енакиевски на името на основателя на Руско-белгийското металургично общество. Писателят А. И. Куприн, който работи в завода през 1896 г., описва живота на работниците в разказа „Молох“. Преди Първата световна война в Енакиево са построени няколко завода: коксохимически, тухлен, пивоварна и маслопроизводна. Заводът Петровски стана един от най-големите металургични заводи (3-то място) в Южна Русия. През 1913 г. произвежда 349 200 тона чугун и 316 400 тона стомана. В резултат на разрухата след Първата световна война и Гражданската война от 1919 – 1921 г. Петровският завод е единственият, произвеждащ стомана. Към 1925 г. населението в Енакиево е 34 000 души и е наричан град.
През 1928 г. градът е преименуван на Риково, на името на съветския партиен и държавник Алексей Риков. След като Риков е арестуван през 1937 г., градът е преименуван на Орджоникидзе на друг съветски лидер – Серго Орджоникидзе. Името Енакиево е върнато на града през 1943 г. Към 1939 г. населението на града е 88 200 души.
По време на Втората световна война Енакиево е обсадено от спомагателните части на италианската армия, които са командировани към германската армия. Те са последвани от немски части. Градът е атакуван от 31 октомври 1941 г. и освободен едва на 3 септември 1943 г. Уличните боеве са ожесточени между края на ноември и началото на декември 1941 г. „Набирането“ на цивилни лица като остарбайтер започва през декември 1941 г. През 1950 г. около дванадесет италиански военнопленници (военнопленници) са дадени на съд за зверства в Енакиево, включително разрушаването на болница. Очевидно не са регистрирани никакви присъди и до 1954 г. всички италиански военнопленници са върнати в Италия.
През 50-те години на миналия век са пуснати в експлоатация няколко завода: за железобетонни изделия, за строителни материали, за жилищно строителство и за ремонт на автомобили.
По време на войната в Донбас градът е превзет от проруските сепаратисти, когато на 13 април 2014 г. проруски активисти превземат кметството му и обявяват, че градът е част от сепаратистката Донецка народна република. Само предградието Вухлехирск остава под контрола на украинските власти.